# 眠らないラブソング/道標
『眠らないラブソング/道標』(ねむらないラブソング/みちしるべ)は、2010年6月16日に発売された森進一の116枚目のシングル。

## 解説
- 小室哲哉の全面プロデュースによる楽曲で、小室にとっては初の演歌歌手へのプロデュース作品となった。

## 収録曲
- 両楽曲共に、作曲・編曲：小室哲哉

1. 眠らないラブソング（5分12秒）
作詞：小室哲哉
2. 道標（4分34秒）
作詞：Kenn Kato
3. 眠らないラブソング（オリジナル・カラオケ）
4. 道標（オリジナル・カラオケ）

## 品番
- VICL-36583